# Marcos Manuel Llados
Marcos Manuel Llados es un deportista español que compitió en esquí alpino adaptado. Ganó una medalla de bronce en los Juegos Paralímpicos de Albertville 1992 en la prueba de eslalon gigante (clase B2).

## Palmarés internacional
| Juegos Paralímpicos | Juegos Paralímpicos   | Juegos Paralímpicos | Juegos Paralímpicos |
| Año                 | Lugar                 | Medalla             | Prueba              |
| ------------------- | --------------------- | ------------------- | ------------------- |
| 1992                | Albertville (Francia) | Medalla de bronce   | Eslalon gigante B2  |